# 57 mm M1943 (ZiS-2)
Il 57 mm M1943 (ZiS-2) era un cannone controcarro sovietico usato durante la seconda guerra mondiale. Il nome russo Zavod imeni Stalina (in russo Завод имени Сталина? o solo ЗиС-2) era il titolo ufficiale della Fabbrica d'artiglieria N. 92 che lo produsse per primo, "Fabbrica dedicata a Stalin".

## Storia

### Sviluppo
All'inizio del 1940 l'ufficio di progettazione di V. G. Grabin ricevette dal Dipartimento di Artiglieria il compito di sviluppare un potente cannone controcarro. Il capo del dipartimento Maresciallo Kulyk ed i suoi subordinati si resero conto che l'uso di carri pesantemente corazzati da parte russa durante la Guerra d'inverno non era passato inosservato ai tedeschi, che avrebbero potuto sviluppare carri similari. Probabilmente inoltre il dipartimento venne influenzato dalla propaganda tedesca sul carro sperimentale multitorretta NbFz, sopravvalutato rispetto alla realtà. Basandosi sulle caratteristiche dei carri russi KV-1, con corazzatura di 40–75 mm, l'ufficio di progettazione ritenne 57 mm il calibro ottimale del nuovo cannone. La velocità e la massa del proiettile perforante da 57 mm sviluppavano una energia cinetica sufficiente a penetrare più di 90 mm di corazzatura omogenea pur mantenendo il pezzo sufficientemente leggero, mobile ed occultabile. Tuttavia la scelta presentava uno svantaggio: il calibro era nuovo per l'Armata rossa e la produzione dei proietti doveva così partire da zero.
Lo sviluppo del pezzo iniziò a maggio 1930 ed all'inizio del 1941 esso venne adottato come 57 mm M1941 (ZiS-2). La produzione iniziò il 1 giugno 1941 ma il 1 dicembre dello stesso anno venne interrotta dai marescialli N. Voronov e L. A. Govorov, poiché ritenevano che la sua munizione attraversasse i carri tedeschi debolmente blindati senza produrre danni all'interno. Altre possibili ragioni della decisione era l'alto costo del pezzo e problemi nella produzione dei proietti. Tuttavia furono costruiti 371 pezzi.

### Produzione
Le linee di produzione passarono alla realizzazione del cannone divisionale 76 mm M1942, mentre l'artiglieria anticarro sovietica ricevette i più economici cannoni da 45 mm. Alcuni reggimenti anticarro ricevettero anche lo ZiS-3, capaci di sconfiggere tutti i carri tedeschi prima del 1942.
La comparsa dei carri pesanti tedeschi Panzer VI Tiger I e Panzer V Panther cambiò gli equilibri a favore dei tedeschi. I cannoni sovietici da 45 mm M1942 potevano penetrare solo le piastre laterali del Panther, mentre il ZiS-3 poteva penetrarle da più grande distanza. Contro i Tiger I, il ZiS-3 era efficace solo sui fianchi da distanze inferiori a 300 m, mentre i pezzi da 45 mm erano praticamente inefficaci. Era necessario un cannone più potente e il 15 giugno 1943 il ZiS-2 entrò nuovamente in produzione come 57 mm M1943. Fino al 1945 vennero realizzati 9.645 pezzi.

### Impiego operativo
I ZiS-2 venivano impiegati da plotoni di artiglieria anticarro aggregati alle unità di fanteria e da unità anticarro della Riserva dell'Alto Comando, la maggior parte di livello reggimentale.

## Tecnica
Il pezzo era un cannone semiautomatico con otturatore a cuneo verticale. Quando sparava, l'otturatore si apriva e chiudeva automaticamente ed il servente doveva solo inserire il colpo nella culatta. Grazie a queste caratteristiche la cadenza di tiro poteva raggiungere 25 colpi al minuto. L'affusto scudato a code divaricabili era in comune con il cannone divisionale ZiS-3. L'affusto aveva sospensioni a molla, che consentivano il traino meccanico ad oltre 50 km/h su strada, 30 km/h su strade sterrate e 10 km/h fuori strada. Il cannone poteva anche essere agganciato ad un avantreno e trainato da tre pariglie di cavalli. Il sistema di mira era un PP1–2 panoramico.

## Semoventi d'artiglieria

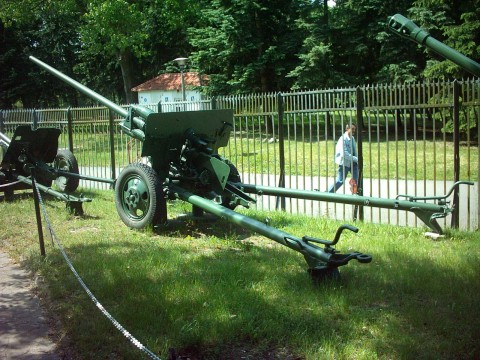
Un ZiS-2 M1943 nella cittadella di Poznań, Polonia.

Il ZiS-2 venne anche installato su alcuni veicoli. Nel 1941 circa 100 pezzi vennero montati su trattori d'artiglieria T-20 Komsomolec per creare i cacciacarri ZiS-30.
Il pezzo venne anche montato su tre differenti prototipi di cacciacarri basati sul cannone d'assalto SU-76 (SU-74, SU-76D e SU-57B), nessuno dei quali entrò in produzione.
Fu prodotta anche una versione cannone da carro armato, chiamata ZiS-4. Nel 1941, nel tentativo di migliorare le prestazioni anticarro dei T-34, il Bureau di progettazione Morozov sperimentò l'installazione su di esso di un ZiS-4. Solo un piccolo numero di questi carri, denominati T-34-57, venne prodotto ed usato come cacciacarri. L'idea riemerse nel 1943, quando i tedeschi schierarono i pesanti Tiger I e Panther. Venne così prodotto un altro piccolo lotto di T-34-57 equipaggiati con una versione leggermente modificata del cannone, la ZiS-4M. Nonostante il pezzo avesse una maggiore capacità di penetrazione del 76 mm M1940 (F-34) del T-34, il ridotto peso della granata non consentiva di trasportare un'adeguata quantità di esplosivo per l'uso generale. La soluzione definitiva per adeguare il T-34 venne dalla progettazione di una nuova torretta con cannone da 85 mm; il carro così armato venne denominato T-34/85.
Una versione modernizzata del ZiS-2 venne usata sul ASU-57, un cacciacarri aerotrasportabile del dopoguerra.
Nel dopoguerra, con il rapido aumento della protezione dei carri, il ZiS-2 perse rapidamente di valore nel suo ruolo. Nell'artiglieria anticarro sovietica di metà anni cinquanta, il cannone venne rimpiazzato da più potenti cannoni da 100 mm. Comunque, per i pesi e dimensioni ridotti il pezzo rimase in servizio attivo più a lungo con le truppe aerotrasportate sovietiche. Con l'entrata in servizio dei primi cannoni senza rinculo i ZiS-2 furono definitivamente accantonati.
Una nave nordcoreana che contrabbandava armi a Cuba, venne scoperta il 15 luglio 2013 a trasportare munizioni per ZiS-2 insieme ad altre armi di epoca sovietica, suggerendo che quindi alcune esemplari sono ancora negli arsenali nord-coreani. Fino a quest'incidente la Namibia era considerata l'ultimo operatore di questo cannone, con 6 pezzi ancora in servizio.

## Munizionamento
| Tipo                                                              | Modello         | Peso    | Carica esplosiva (g) |
| Proiettili perforanti (velocità alla volata >990 m/s)             |                 |         |                      |
| APHE                                                              | BR-271K         | 3,16 kg | 18                   |
| APCBC                                                             | BR-271          | 3,16 kg | 14                   |
| APCBC                                                             | BR-271M         | 2,80 kg | 13                   |
| AP                                                                | BR-271SP        | 3,16 kg | no                   |
| Proiettili perforanti compositi (velocità alla volata >1.250 m/s) |                 |         |                      |
| APCR tipo "Reel"                                                  | BR-271P         | 1,79 kg | no                   |
| APCR "Smooth" type                                                | BR-271N         | 2,4 kg  | N/A                  |
| Altri proiettili (velocità alla volata >700 m/s)                  |                 |         |                      |
| Frammentazione                                                    | O-271U (O-271G) | 3,75 kg | 204 o 220            |
| Mitraglia                                                         | Shch-271        | 3,66 kg | no                   |

Capacità di penetrazione
| APHE BR-271K | APHE BR-271K              | APHE BR-271K              |
| Distanza (m) | Angolo d'impatto 60° (mm) | Angolo d'impatto 90° (mm) |
| ------------ | ------------------------- | ------------------------- |
| 100          | 91                        | 112                       |
| 300          | 84                        | 103                       |
| 500          | 76                        | 94                        |
| 1000         | 60                        | 74                        |
| 1500         | 46                        | 57                        |
| 2000         | 35                        | 44                        |
| APCBC BR-271 |                           |                           |
| Distanza (m) | Angolo d'impatto 60° (mm) | Angolo d'impatto 90° (mm) |
| 100          | 93                        | 114                       |
| 300          | 89                        | 109                       |
| 500          | 84                        | 103                       |
| 1000         | 74                        | 91                        |
| 1500         | 64                        | 79                        |
| 2000         | 56                        | 69                        |
| APCR BR-271P |                           |                           |
| Distanza (m) | Angolo d'impatto 60° (mm) | Angolo d'impatto 90° (mm) |
| 100          | 155                       | 190                       |
| 300          | 137                       | 168                       |
| 500          | 120                       | 147                       |
| 1000         | 83                        | 101                       |